# Someșul Mic (sit SCI)
Someșul Mic este o arie protejată (arie specială de conservare — SAC, sit de importanță comunitară — SCI) din România, desemnată în scopul protejării biodiversității și menținerii într-o stare de conservare favorabilă a florei spontane și faunei sălbatice, precum și a habitatelor naturale de interes comunitar aflate în arealul zonei de protecție. Aceasta se întinde pe o suprafață de 144,6 ha, integral pe uscat.

## Localizare
Centrul sitului Someșul Mic este situat la coordonatele 47°04′04″N 23°55′44″E / 47.067903°N 23.928861°E. Situl se întinde pe teritoriile administrative ale comunelor Mica și Mintiu Gherlii; și pe cele ale municipiilor Dej și Gherla din județul Cluj.

## Înființare
Someșul Mic a fost declarat sit de importanță comunitară (ROSCI0394) în septembrie 2011 pentru a proteja 8 specii faunistice. Situl a fost protejat și ca arie specială de conservare (ROSAC0394) în mai 2022.

## Biodiversitate
Situată în ecoregiunea continentală, aria protejată nu conține niciun habitat naturale.
La baza desemnării sitului se află mai multe specii protejate:
- mamifere (1): vidră de râu (Lutra lutra)
- pești (3): moioagă carpatică (Barbus carpathicus), zvârlugă (Cobitis taenia Complex), boarță (Rhodeus amarus),
- amfibieni (3): buhai de baltă cu burtă galbenă (Bombina variegata), porcușor de nisip (Romanogobio kesslerii), porcușor de șes (Romanogobio vladykovi)
- reptile (1): broasca-țestoasă europeană de baltă (Emys orbicularis)